# Bnei Herzliya
Bnei Herzliya (hebraico:בני הרצליה‎‎. lit:Filhos de Herzliya) é um clube profissional de basquetebol israelense com sede em Herzliya, na região central de Israel. O clube atualmente joga na Ligat HaAl, a divisão de elite do basquetebol israelense.

## Ligações Externas
- Bnei Herzliya no X